# ألفرد بينيت
ألفريد ويليام بينيت (بالإنجليزية: Alfred William Bennett) (24 يونيو 1833- 23 يناير 1902) عالم نبات وناشر بريطاني. اشتهر بعمله على نباتات جبال الألب السويسرية والنباتات اللازهرية وعائلة مدرات أو المُسْتَدِرَّة، بالإضافة لسنوات عمله في صناعة النشر.

## التعليم العالي للمرأة
بعد تقاعده من النشر في عام 1868، افتتح هو وزوجته منزلهما في مُنْتَزَه القرْيَة الشرقية ومُنْتَزَه ريجنتس لعدد محدود من السيدات اللائي سيصلن إلى لندن للدراسة. ومنذ هذا الوقت اهتم بينيت بتعليم النساء بشدة. وبذل جهدًا كبيرًا في ذلك. وفي 15 مايو 1878 تلقت جامعة لندن دعوة إلى انعقاد اجتماع بعنوان وقعته 1960 سيدة، طالبةً أن «تفتح الجامعة جميع درجاتها أمام النساء». كان  ألفريد ويليام بينيت واحداً من المتحدثين، مَذْكُوراً في تقرير التايمز للمناقشة التي تلت ذلك. بعد ما يقرب من عشر سنوات، نجحت الحملة في التصريح بمنح الدرجات العلمية للنساء من جامعة لندن.